# アザーフッド 私の人生
『アザーフッド 私の人生』（原題:Otherhood）は2019年に配信されたアメリカ合衆国のコメディ映画である。監督はシンディ・チュパック、主演はアンジェラ・バセットが務めた。本作はウィリアム・サトクリフが2008年に発表した小説『Whatever Makes You Happy』を原作としている。

## 概略
母の日。キャロル、ジリアン、ヘレンはほとんど連絡を寄こさない子供たちに不満を抱えていたため、ニューヨークに暮らす彼らの元へ押しかけることにした。ところが、旅をする中で、3人は子供と疎遠になることと子供が成長することとの違いについて考えるようになり、ついには自分の生き方をも見直すことになった。

## キャスト
※ 括弧内は日本語吹き替え
- キャロル・ウォーカー - アンジェラ・バセット（高島雅羅）
- ジリアン・リーバーマン - パトリシア・アークエット（松本梨香）
- ヘレン・ハルストン - フェリシティ・ハフマン（唐沢潤）
- ダニエル・リーバーマン - ジェイク・ホフマン（梶裕貴）
- ポール・ハルストン＝マイヤーズ - ジェイク・レイシー（時永洋）
- マット・ウォーカー - シンカ・ウォールズ（前田一世）
- エリン - ハイディ・ガードナー（松井暁波）
- ジョエル・リーバーマン - スティーヴン・クンケン
- フランク - ダミアン・ヤング
- ジュリア - アフトン・ウィリアムソン
- アンドレ - フランク・デ・ジュリオ
- アンドレア - ベッキー・ニュートン
- カルヴィン - マリオ・カントーネ
- ローレン・リーバーマン - エミリー・トレメイン
- アリソン - モリー・バーナード（柚木尚子）
- マイルズ - ティム・バグレー

その他の日本語吹き替え出演者

永井誠、川原元幸、高橋大輔、寺依沙織、ふじたまみ
日本語版制作スタッフ

- 字幕翻訳：金澤葵
- 演出：神尾千春
- 吹き替え翻訳：家本千恵子
- 録音・調整：齋藤拓哉
- 制作：ポニーキャニオンエンタープライズ

## 製作
2018年4月16日、パトリシア・アークエットとアンジェラ・バセットが本作の出演交渉に臨んでいるとの報道があった。5月25日、シンカ・ウォールズの出演が決まったと報じられた。6月11日、本作の主要撮影が始まった。21日、フェリシティ・ハフマンがキャスト入りした。

## 公開・マーケティング
当初、本作は2019年4月26日に配信される予定だったが、ハフマンが娘を裏口入学させようとした事件で訴追されるという一件があったため、配信日は同年8月2日に延期された。
2019年7月10日、本作のオフィシャル・トレイラーが公開された。21日、本作は51フェストでプレミア上映された。

## 評価
本作に対する批評家からの評価は伸び悩んでいる。映画批評集積サイトのRotten Tomatoesには7件のレビューがあり、批評家支持率は29%、平均点は10点満点で4.62点となっている。また、Metacriticには4件のレビューがあり、加重平均値は37/100となっている。